# Борщевик Сосновского
Борщеви́к Сосно́вского (лат. Heracléum sosnówskyi) — крупное травянистое растение, вид рода Борщевик (Heracleum) семейства Зонтичные (Umbelliferae). Растение обладает способностью вызывать сильные и долго не заживающие ожоги на коже при воздействии солнца, является опасным инвазивным видом. 
С середины XX века растение культивировалось в СССР как силосное. Впоследствии выяснилось, что оно легко дичает и проникает в естественные экосистемы, практически полностью разрушая их. Листья и плоды богаты эфирными маслами, содержащими фуранокумарины — фотосенсибилизирующие вещества, которые при попадании на кожу могут повысить чувствительность её клеток к ультрафиолету, что может привести к буллёзному дерматиту, протекающему по типу ожога. Эти обстоятельства побудили к отказу от попыток промышленного культивирования.
Выделившая и описавшая новый вид борщевика в 1944 году Ида Манденова назвала его в честь исследователя флоры Кавказа Дмитрия Сосновского (1885—1953). В 1977 году в сообщении агробиолога К. А. Моисеева (при рассмотрении материала Коми филиала АН СССР на включение нового сорта борщевика «Северянин» в государственное испытание) указывалось, что исходный семенной материал для испытания борщевика был собран в 1951—1952 годах в окрестностях Нальчика, в естественных условиях произрастания.
Официальным бюллетенем ФГБУ «Госсорткомиссия» от 20 апреля 2012 г. № 6(176) районированный сорт борщевика Сосновского «Северянин» исключён из Государственного реестра селекционных достижений, допущенных к использованию, как утративший хозяйственную полезность.
В декабре 2014 года коды продукции борщевика Сосновского (зелёная масса и семена) исключены из Общероссийского классификатора продукции, с 1 января 2015 года борщевик утратил статус сельскохозяйственной культуры, с декабря 2015 года борщевик Сосновского внесён в Отраслевой классификатор сорных растений Российской Федерации.

## Ботаническое описание
Двулетник или многолетник, монокарпик (то есть цветёт и плодоносит один раз в жизни, после чего отмирает).
Крупное травянистое растение высотой более метра, но во многих местах могут встречаться экземпляры высотой до 3 и даже 4-5 метров. Стебель бороздчато-ребристый, шероховатый, частично ворсистый, пурпурный или с пурпурными пятнами, несёт очень крупные тройчато- или перисто-рассечённые листья обычно желтовато-зелёного цвета длиной 1,4—1,9 м. Корневая система стержневая, основная масса корней располагается в слое до 30 см, отдельные корни достигают глубины 2 метров.
Соцветие — крупный (до 50—80 см в диаметре) сложный зонтик, состоящий из 30—75 лучей. Цветки белые или розовые; наружные лепестки краевых цветков в каждом зонтичке сильно увеличены. Каждое соцветие имеет от 30 до 150 цветков. На одном растении, таким образом, может быть более 80 000 цветков.
Плоды обратнояйцевидные или широкоэллиптические, длиной до 10—12 мм и шириной до 8 мм, по спинке усажены длинными, а у основания — шиповатыми волосками. Масса 1000 семян 12—16 г. Срок сохранения всхожести семян — 2 года.
Цветёт с июля по август, плоды созревают с июля по сентябрь.

Внешний вид
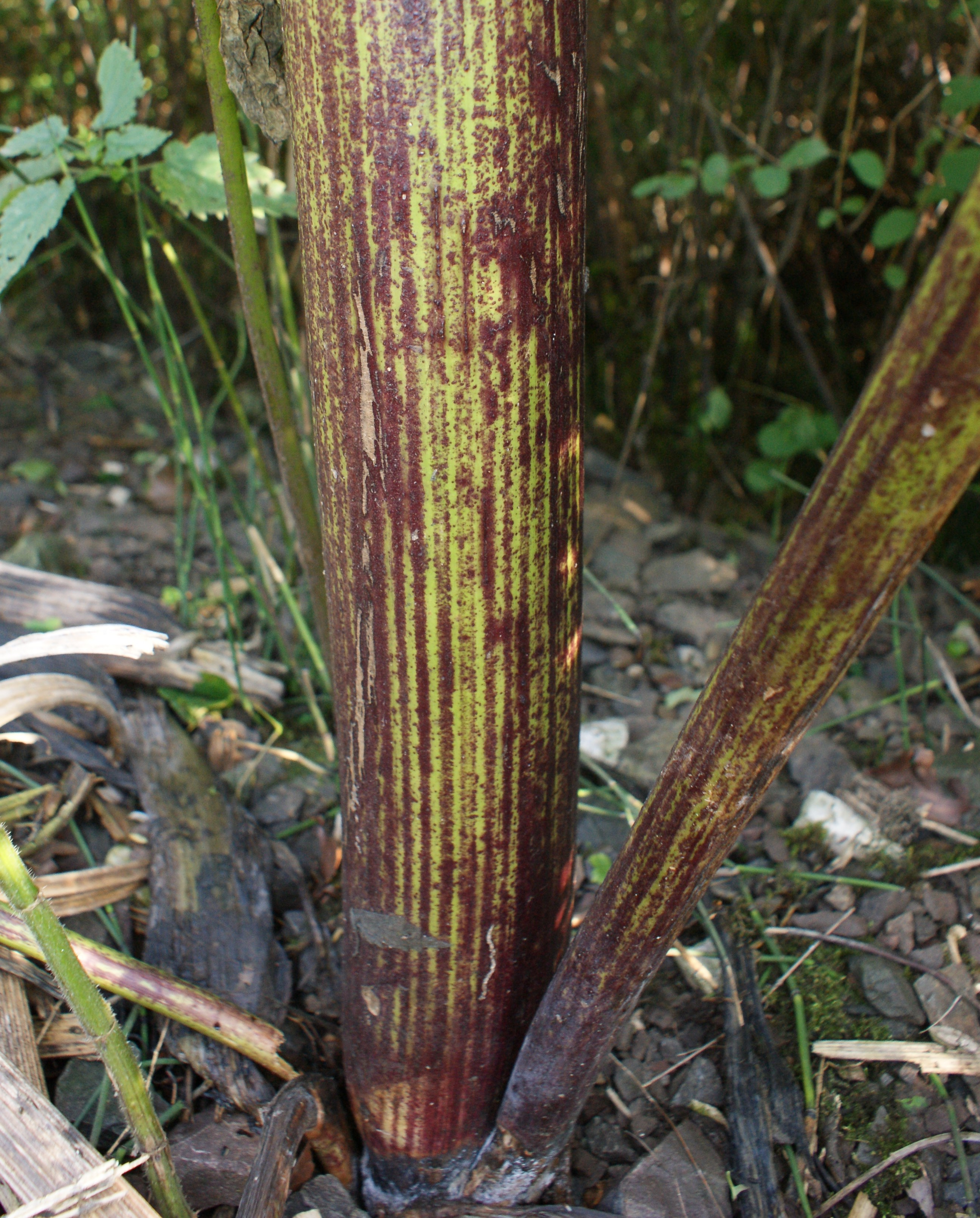
Нижняя часть стебля
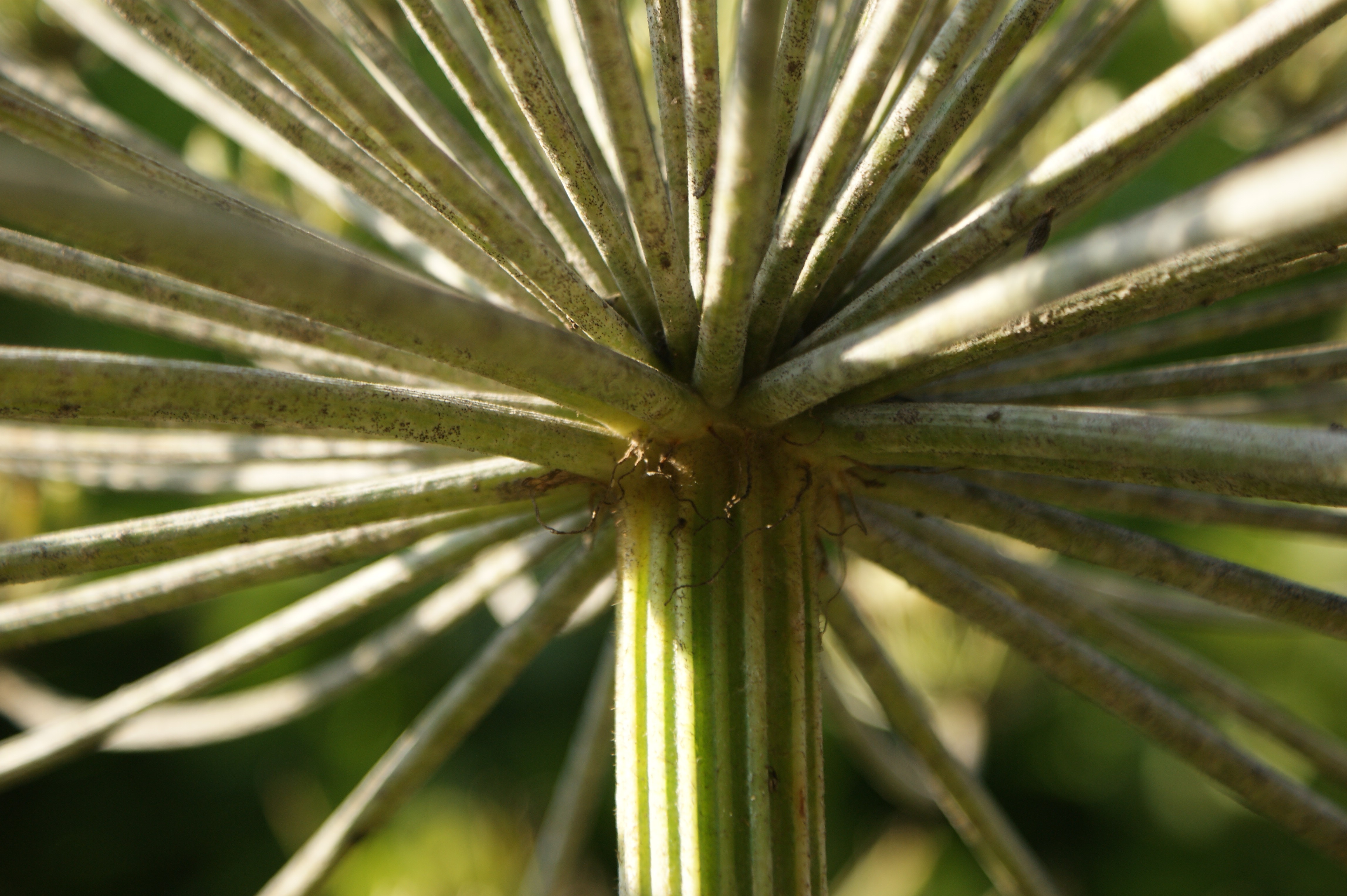
Полог купола и верхняя часть стебля
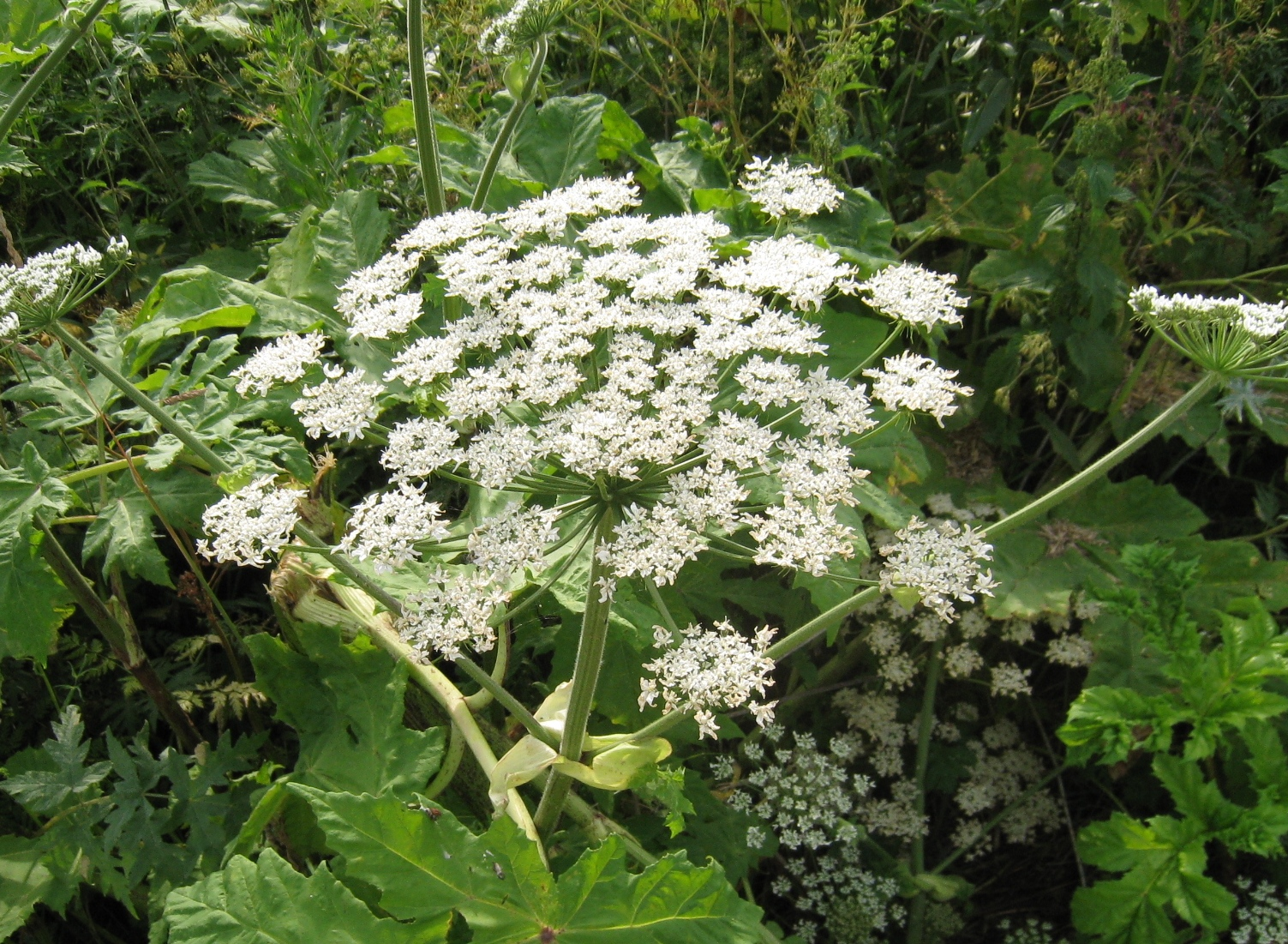
Соцветие
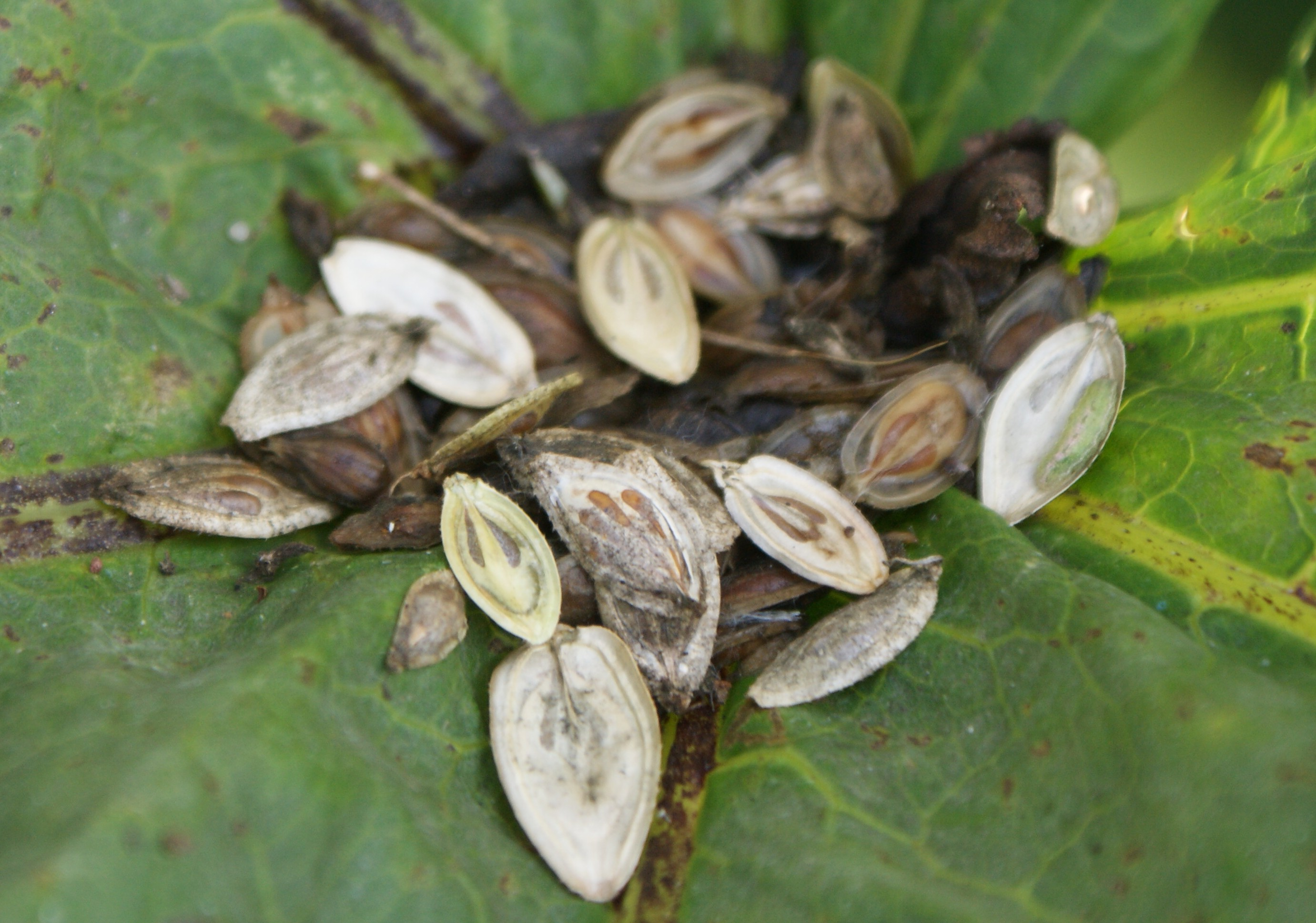
Плоды
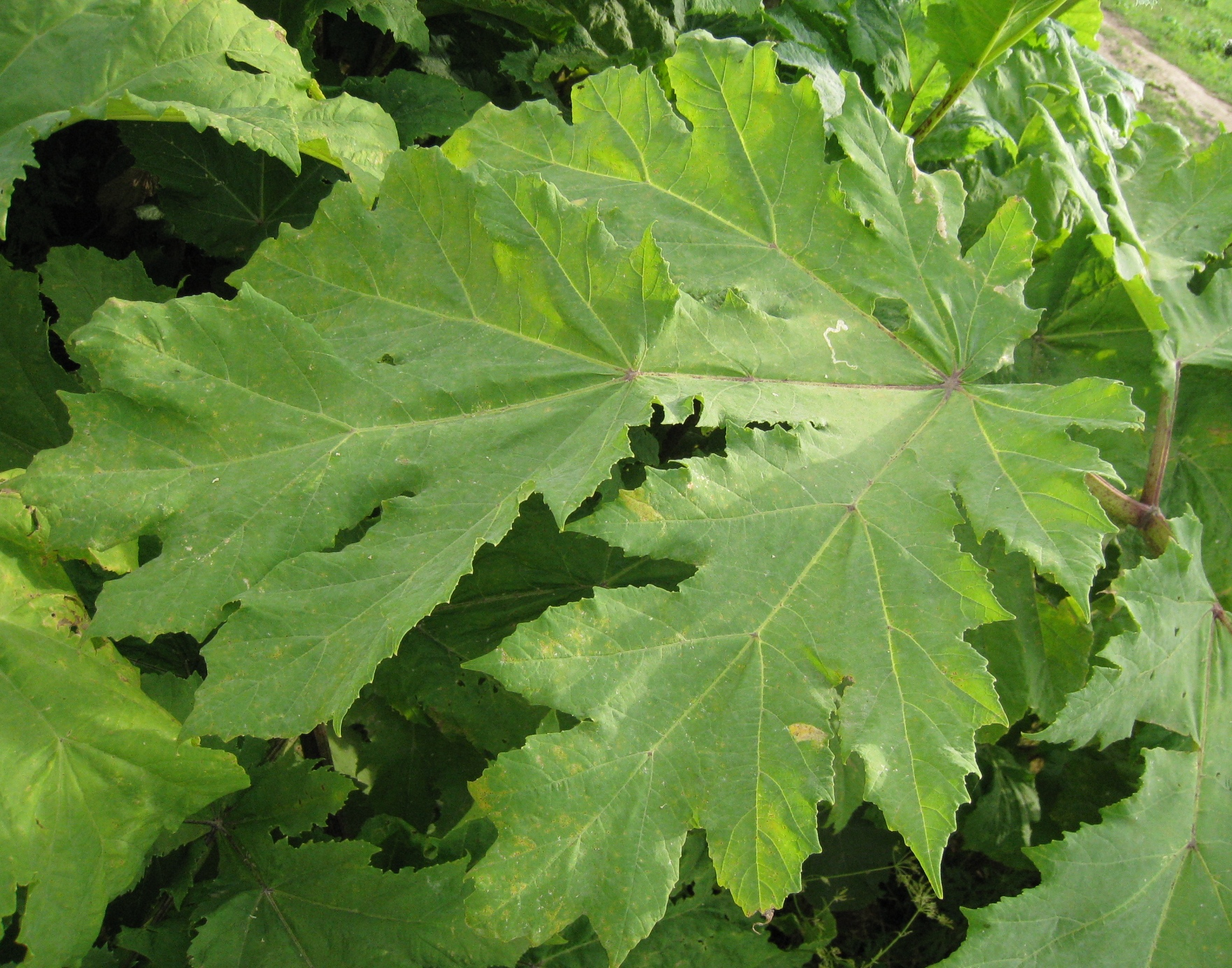
Лист

## Распространение
Естественные места произрастания борщевика Сосновского — Центральный и Восточный Кавказ, Закавказье и Ближний Восток, где он растёт в горных лесах и на субальпийских лугах.
В связи с культивированием борщевика Сосновского как силосной культуры он получил распространение в Восточной и Северной Европе (известен в Германии, Беларуси, Скандинавии, Эстонии, Латвии, Литве, Польше, России и Украине, однако точных данных о его распространении нет), постепенно переселившись и в дикую природу, засевая берега водоёмов, пустыри, полосы отвода дорог, необрабатываемые участки полей, лесные поляны и опушки, склоны гор, долины рек. В России особенно проблемными по распространению борщевика являются частично СЗФО, также Подмосковье с прилегающими регионами, часть Поволжья и ЮФО. В печатных СМИ сообщения о диком распространении борщевика начали появляться в конце 1990-х годов. Проводится работа по картографированию распространения борщевика Сосновского. Для этих целей разработана и регулярно пополняется открытая база данных.
В 2019 году для мониторинга распространения борщевика Сосновского исследователи Сколтеха создали программный комплекс распознавания растения на основе компьютерного зрения. Технология основана на применении свёрточных нейронных сетей, которые позволяют делать высокопроизводительные вычисления (обработку фото- и видеоматериала) в режиме реального времени. Обученную нейросеть устанавливают на бортовой мини-компьютер, помещаемый на беспилотник.
По некоторым оценкам, борщевик занимает более миллиона гектаров в европейской части России.
В 2022 году российские учёные, опираясь на модель распространения видов, опубликовали прогноз распространения борщевика Сосновского, в соответствии с которым растение будет себя чувствовать более комфортно в северных регионах России, особенно если там станет на градус теплее и чуть сместится количество осадков, и через 15-20 лет может появиться за Полярным кругом. По свидетельствам очевидцев на территории Мурманской области борщевик встречается уже сейчас.

## Биологические особенности и экология
Растение свето- и влаголюбивое, но переносит временную засуху, которая заметно снижает урожайность. При застое воды весной частично вымокает. Плохо растёт при близком стоянии грунтовых вод. Требователен к плодородию почвы, предпочитает нейтральные почвы. Отличается хорошей зимостойкостью — выдерживает заморозки до —7 °C, под глубоким снегом до —40 °C. Всходы появляются ещё под снегом.
Около 1 % особей в ценопопуляции могут быть поликарпиками (растения, многократно цветущие и плодоносящие в течение жизни). Некоторые растения могут партикулировать (полная партикуляция соответствует вегетативному размножению).
Цветки опыляются насекомыми. Обычно появление семян является результатом перекрёстного опыления, но возможно также и самооплодотворение. В последнем случае семена также жизнеспособны, более половины из них прорастает и даёт нормальные проростки. Таким образом, одно изолированное растение может дать целую популяцию. В среднем одно растение даёт около 20 000 семян (почти половина из них в центральном соцветии), но отдельные экземпляры могут продуцировать более 100 000 семян.
Семена борщевика способны распространяться на большие расстояния, но большая часть семян находится вблизи родительских растений. Распространение семян происходит как естественным путём, так и с помощью человека.
Почти все семена, появившиеся в конце лета, находятся в состоянии покоя и не прорастают осенью. Прорастанию предшествует период роста эмбриона и выход из состояния покоя. Обязательным условием прорастания является воздействие в течение одного-двух месяцев низких среднесуточных температур 2—4 °C в период пребывания их во влажном состоянии.
По окончании периода покоя семена легко прорастают (около 90 % прорастает в лабораторных условиях при температуре 8—10 °C). В полевых условиях при прогревании почвы до 1—2 °C семена прорастают очень густо — несколько тысяч на м². Хотя в естественных условиях большинство проростков погибает, выжившие растения на следующий год обеспечивают семена для новой популяции. Благодаря быстрому развитию популяций, гигантские борщевики вытесняют другие растения и сохраняют доминирующую позицию на захваченных территориях. В среднем в популяции 10 % растений цветут и завершают жизненный цикл, в то время как прочие сохраняются в вегетирующем состоянии до следующего года.
Зацветает борщевик на 2—7 год жизни в зависимости от степени развития. Неплодоносившие на второй и последующие годы растения к осени формируют розетку из 9—15 листьев. У неплодоносящих экземпляров накопление массы в середине лета практически прекращается, и они в вегетативном состоянии остаются до глубокой осени, хорошо перезимовывают и на следующий год отрастают сразу же после схода снега.
Весной растения переносят заморозки до −7…−9 °C, а осенью — до −3…−5 °C. Через 40—45 дней после начала весеннего отрастания их высота достигает 1,5—1,7 м. Примерно через месяц (конец июня — начало июля) наиболее развитые растения зацветают. Продолжительность цветения 30—40 дней. На центральных зонтиках семена созревают через 40—45 дней, на боковых на 7—10 дней позже.
После плодоношения растение отмирает. Если нет условий для цветения (из-за недостаточного количества питательных веществ, затенённости, засухи или регулярного скашивания), оно задерживается. В таких случаях растения могут жить до 12 лет.
Особо высоким уровнем содержания токсичных веществ отличаются взрослые растения в стадии цветения и созревания семян.

Заросли борщевика Сосновского
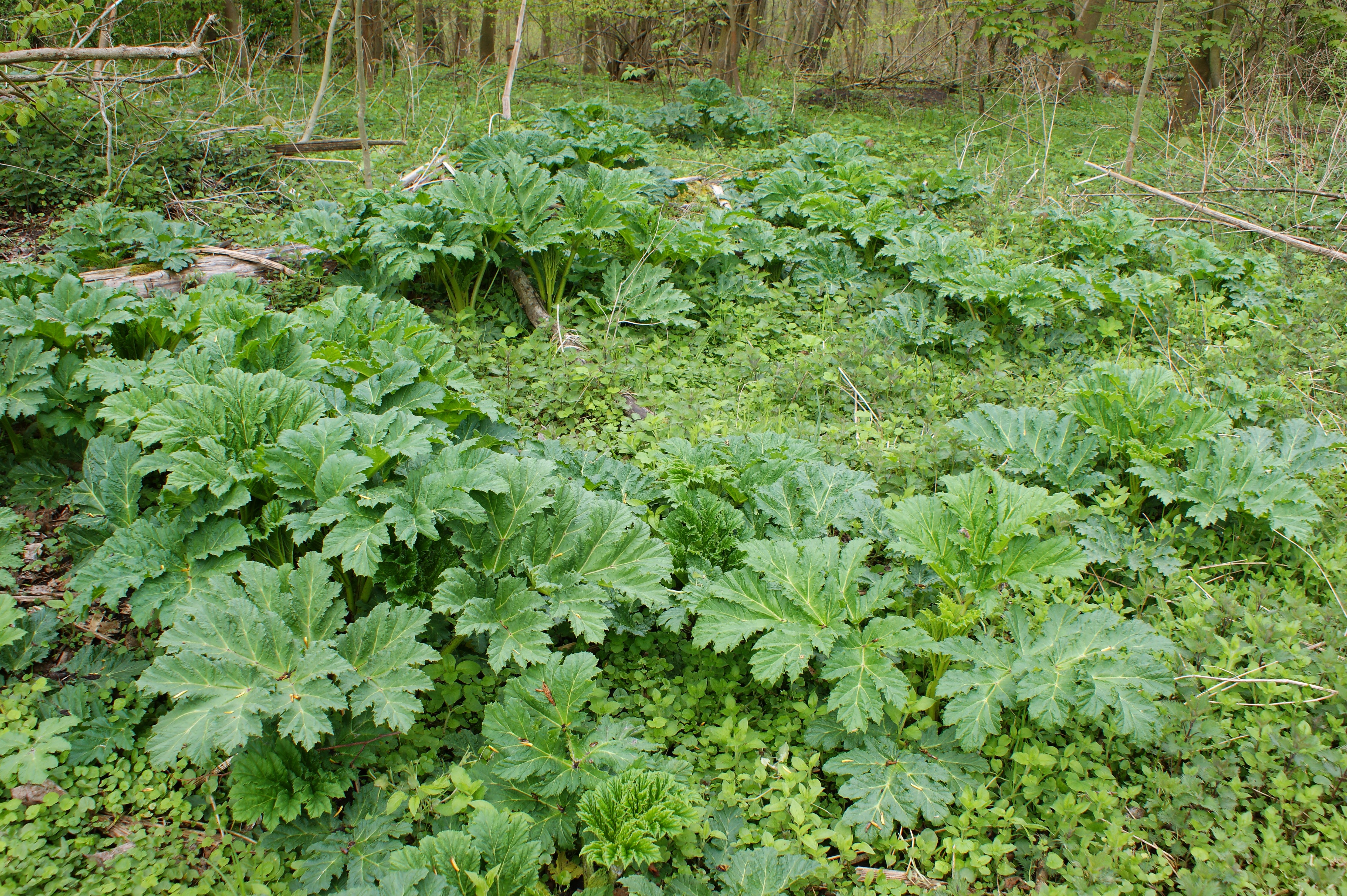
Заросли молодых растений
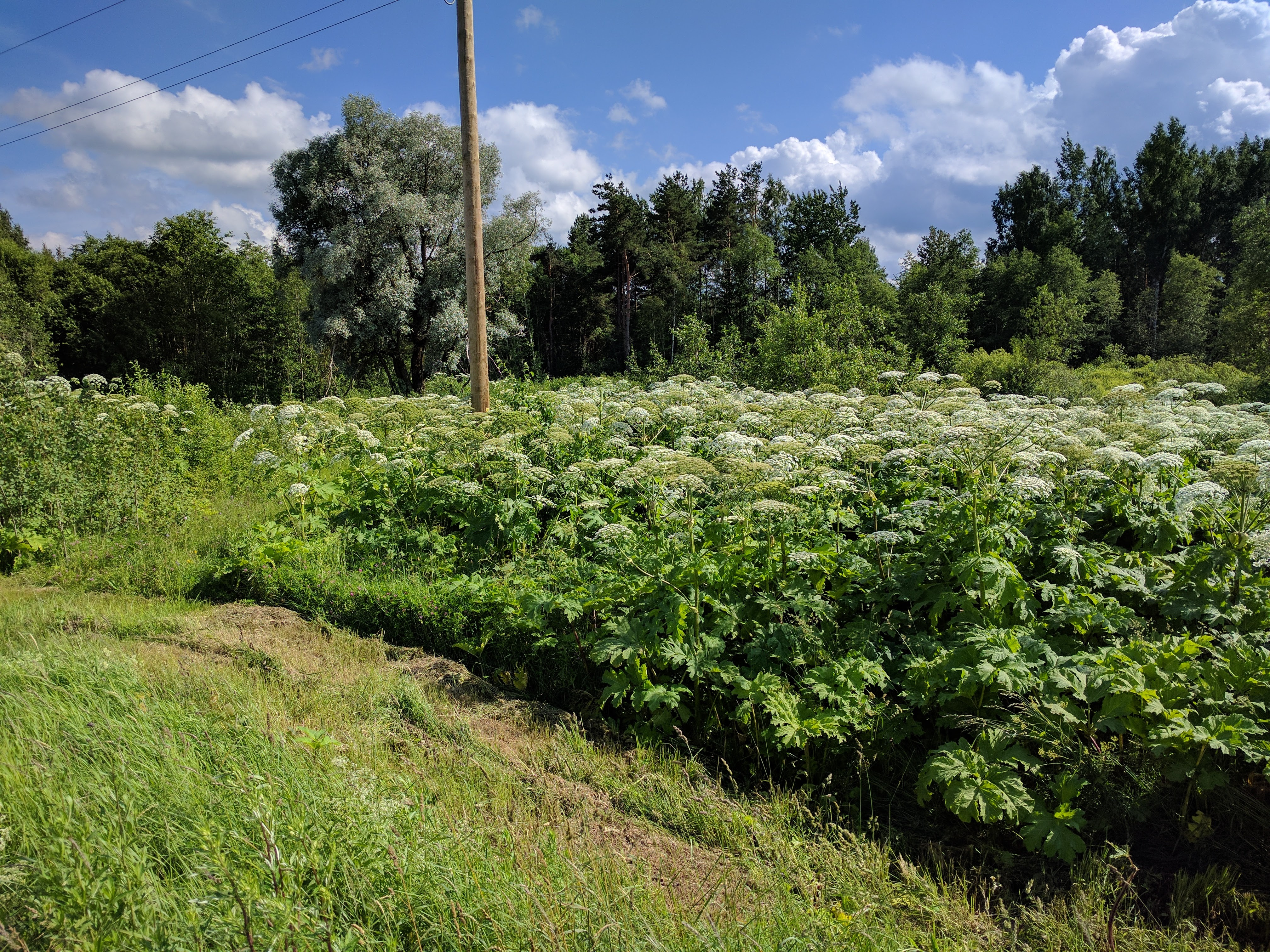
Цветущие растения
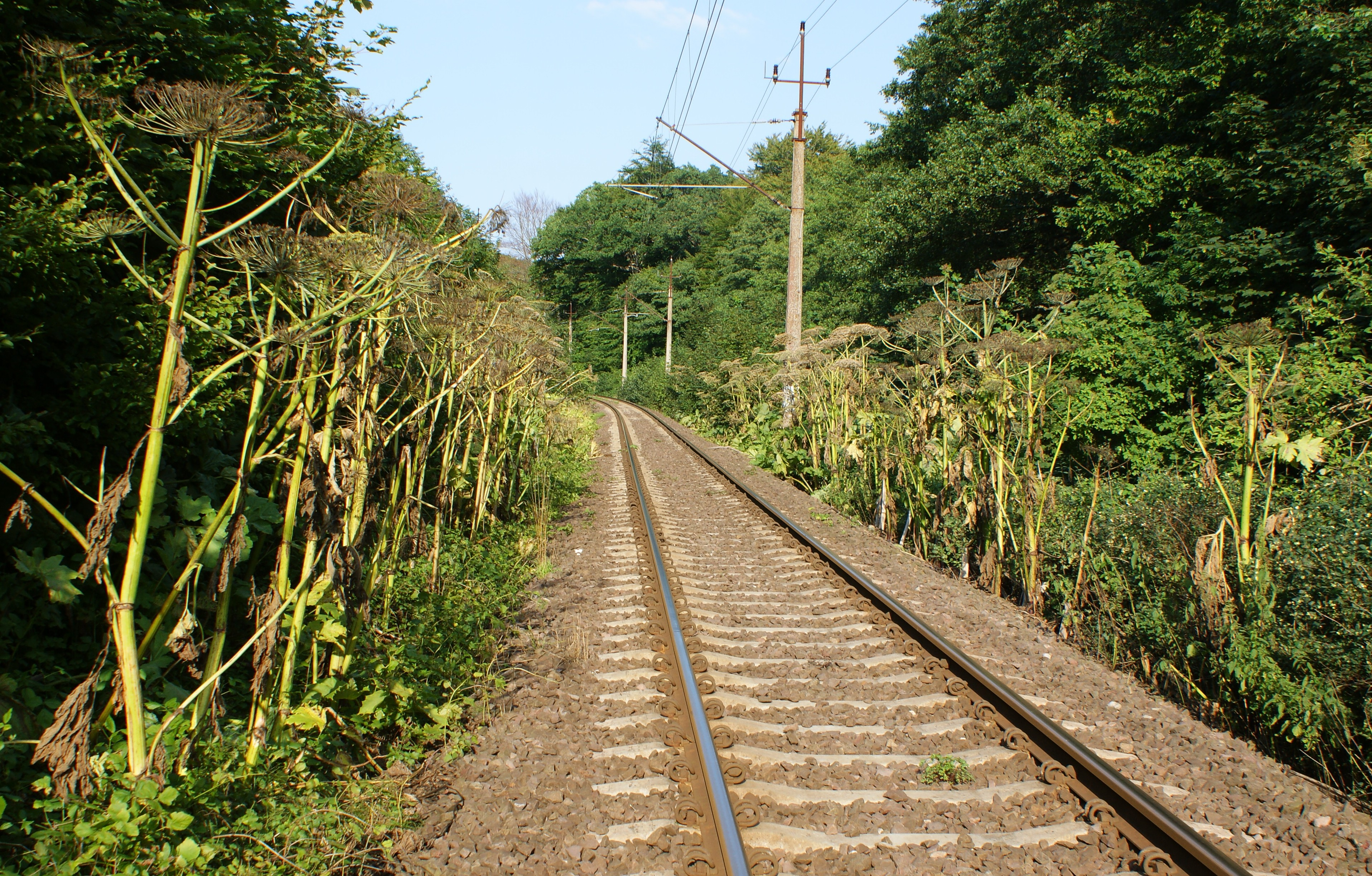
Плодоносящие растения

## Значение и применение
Борщевик Сосновского ранее был классифицирован как силосное растение. В конце 1940-х годов селекционер Пётр Вавилов из Института биологии Коми АССР убедил руководство Всесоюзной академии сельскохозяйственных наук в том, что борщевик поможет восстановить после войны сельское хозяйство. Позднее были выявлены опасные для человека свойства, и растение занесено в список сорных и опасных растений — «Чёрную книгу флоры Средней России», а с 2012 года исключено из достижений селекции.
Даёт ранний весенний корм и охотно поедается на пастбище и в сене всеми видами животных, кроме лошадей. Во второй половине июля — начале августа стареющие растения плохо поедаются козами, овцами и совсем не поедаются коровами. В природе служит кормом для диких животных — лосей, оленей, бурых медведей и других. Отмечено, что борщевик Сосновского является излюбленным кормом серны и тура, а также беловежского зубра.
Борщевик Сосновского впервые был описан в 1944 году. Это выносливое растение, хорошо произрастающее в холодном климате. На северо-западе России он впервые был интродуцирован в 1947 году. Как кормовое растение его вводили в Латвии, Эстонии, Литве, Беларуси, Украине и в бывшей ГДР (Nielsen et al, 2005[уточнить]). В России первый образец был собран в гербарий в 1948 году в районе Серпухова (Московская область). До 1970-х годов борщевик Сосновского отмечали редко, но позже вид получил широкое распространение (Игнатов и др., 1990[уточнить]). В ботанических садах растение культивировали как декоративное (Бялт, 1999; Григорьевская и др., 2004[уточнить]). До 1970-х годов его высаживали вдоль дорог для предотвращения выхода на них сельскохозяйственных и диких животных. В связи с тем, что сок, а также пыльца цветущего растения очень токсичны, при работе с ним следует проявлять особую осторожность. На корм скоту идёт в переработанном виде, а молодые побеги — в свежем. Питательность 1 кг зелёной массы 0,15 кормовых единиц. Содержание (в %) сухого вещества в зелёной массе — 15, сырого белка в сухом веществе — 15—17.
Медоносное растение. За период цветения 100 цветков выделяют 69,4 мг сахара. Продуктивность нектара одним растением 12,9 г. Продуктивность нектара при сплошном произрастании в Пензенской области 100, а на Украине 240—300 кг/га.
Борщевик Сосновского может использоваться как сырьё для производства биоэтанола. С гектара борщевика, ориентировочно, можно получить до 25 тыс. литров биоэтанола. Для сравнения, сахарный тростник и сахарная свекла позволяют производить соответственно 4550 и 5060 литров биоэтанола с гектара.
В 2022 году учёные МГУ им. М. В. Ломоносова и Сколтеха объявили о разработке метода переработки биомассы борщевика Сосновского в анодный материал для натрий-ионных аккумуляторов. Однако пока ячейки с анодами из борщевика по удельной ёмкости проигрывают другому растительному сырью.
В 2023 году стало известно, что учёные Мордовского государственного университета им. Н. П. Огарёва создали из экстракта борщевика Сосновского фотосенсибилизатор для лечения рака кожи, кишечника, мочевого пузыря и шейки матки. Действующее вещество, введённое пациенту внутривенно, под воздействием облучения ультрафиолетовым светом проникает в ДНК раковых клеток и запускает механизм их самоуничтожения — апоптоз. По состоянию на март 2023 года, разработка находилась на этапе доклинических исследований. Результаты опытов на мышах и крысах показали высокую эффективность лекарства: было установлено выраженное уменьшение размера опухолей, а также полное выздоровление у 30 % подопытных без возникновения рецидивов заболевания.

## Борьба с борщевиком
В качестве эффективного метода борьбы с растением предлагается вспашка и дискование зарослей с последующей посадкой клубней топинамбура, либо даже высадка клубней топинамбура в заросли борщевика.
В 2021 году российские инженеры разработали и испытали дрон, обнаруживающий борщевик Сосновского с воздуха и размечающий его на снимках для последующего уничтожения. Испытания показали, что точность определения борщевика на кадрах составляет 96,9 %.
Активная борьба с распространением этого инвазивного вида ведётся во многих странах Евразии, в частности, в Финляндии, Польше, России, Латвии, Литве, Эстонии, Беларуси.

### Юридическая ответственность владельцев земельных участков
В Российской Федерации ответственность за уборку борщевика лежит на собственниках и арендаторах земельных участков, которые обязаны проводить мероприятия по защите территорий от зарастания этим сорняком. Если гражданам сложно самостоятельно избавиться от борщевика, они могут обратиться за помощью в органы местного самоуправления или территориальное управление Россельхознадзора. В случае, если муниципалитет осуществляет работы по уничтожению борщевика по просьбе собственника, последний должен будет возместить расходы муниципалитета после окончания работ.

### Общественные организации
В России также существуют общественные организации и движения экоактивистов, направленные на непосредственное предупреждение, уничтожение борщевика и дальнейшую обработку зараженных земель. Среди наиболее заметных — "Антиборщевик", "СтопБорщевик" и другие неформальные объединения.

## Фототоксичность

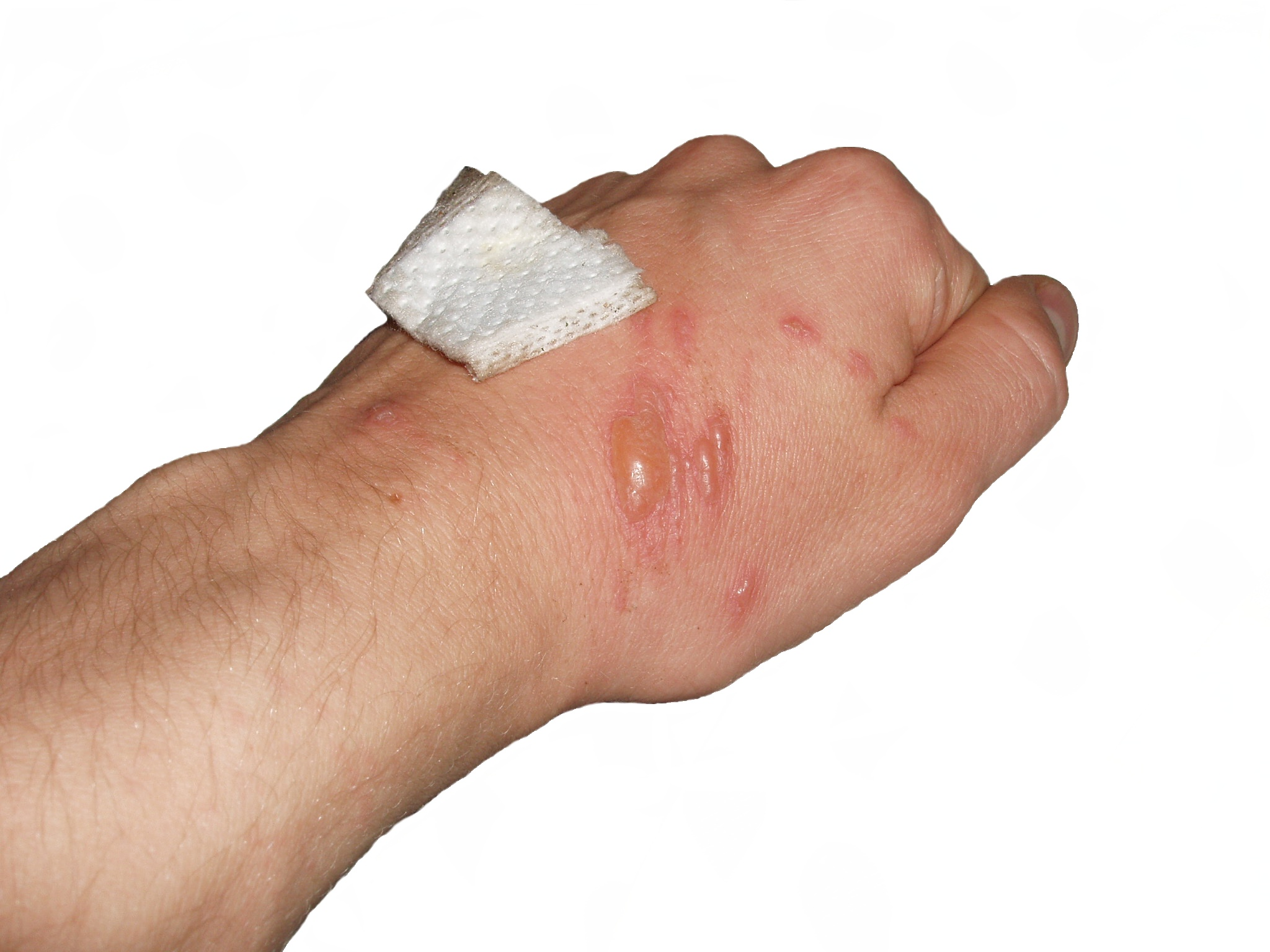
Солнечные ожоги кожи, обусловленные воздействием сока борщевика

Прозрачный водянистый сок борщевика содержит светочувствительные вещества из группы фуранокумаринов (псорален, бергаптен, метоксален). Под действием ультрафиолетового излучения они переходят в активную форму, способную вызывать серьёзные повреждения кожи (воздействие на клеточные структуры происходит на уровне ДНК), требующие длительного лечения и не всегда проходящие бесследно. После контакта с растением, особенно в солнечные дни, на коже может появиться сильный ожог. Особая опасность заключается в том, что прикосновение к растению первое время не вызывает никаких неприятных ощущений.
При попадании сока на кожу её нужно как можно скорее изолировать от действия света (обмотав любым светонепроницаемым материалом в первые же минуты после поражения), а затем уже в тёмном месте тщательно промыть водой с мылом и исключить воздействие солнечных лучей не менее чем в течение 2 суток.
Сок борщевика при попадании в глаза может привести к слепоте (в результате сильного ожога роговицы глаза). Отмечены случаи потери зрения детьми, которые играли с полыми стеблями растения как с подзорными трубами.
Аэрозоль сока борщевика и его пыльца при высоких концентрациях могут вызвать отёк верхних дыхательных путей (в первую очередь гортани), а также верхних частей пищевода.

## Генотоксичность
Сок борщевика Сосновского обладает некоторыми патогенными свойствами и в отсутствие фотоактивации. Так, установлено, что сок способен вызывать грубые нарушения структуры хромосом — хромосомные аберрации, в основном через повреждение веретена деления (анеугенный эффект). То есть сок борщевика Сосновского имеет мутагенный эффект. Кроме того, было зарегистрировано, что сок угнетает деление клеток (митоз).
Существует версия, что картина поражения соком борщевика легла в основу древнегреческого мифа о смерти героя Геракла.

## Классификация

### Таксономия[53]
Heracleum sosnowskyi (L.) Manden., 1944, Zametki Sist. Geogr. Rast. 12: 17
Вид Борщевик Сосновского относится к роду Борщевик (Heracleum) семейства Зонтичные (Apiaceae) порядка Зонтикоцветные  (Apiales). Кладограмма в соответствии с Системой APG IV:
|  |                                      |  |                                   |                                   |                     |  | ещё 6 семейств | ещё 6 семейств |                      |  |  |  | еще 146 подтвержденных вида и 33 в статусе "непроверенных" |
|  |                                      |  |                                   |                                   |                     |  | ещё 6 семейств | ещё 6 семейств |                      |  |  |  | еще 146 подтвержденных вида и 33 в статусе "непроверенных" |
|  |                                      |  |                                   | порядок Зонтикоцветные            |                     |  |                |                | род Борщевик         |  |  |  |                                                            |
|  |                                      |  |                                   | порядок Зонтикоцветные            |                     |  |                |                | род Борщевик         |  |  |  |                                                            |
|  | отдел Цветковые, или Покрытосеменные |  |                                   |                                   | семейство Зонтичные |  |                |                | Борщевик Сосновского |  |  |  |                                                            |
|  | отдел Цветковые, или Покрытосеменные |  |                                   |                                   | семейство Зонтичные |  |                |                |                      |  |  |  |                                                            |
|  |                                      |  | ещё 63 порядка цветковых растений | ещё 63 порядка цветковых растений |                     |  |                | ещё 447 родов  | ещё 447 родов        |  |  |  |                                                            |
|  |                                      |  |                                   | ещё 63 порядка цветковых растений |                     |  |                |                | ещё 447 родов        |  |  |  |                                                            |

### Родственные виды
Другие гигантские борщевики, обладающие фототоксичностью: 
- Борщевик Мантегацци
- Борщевик персидский

## Видео
- Борщевик Сосновского: можно ли его победить? старший научный сотрудник ИПЭЭ РАН, доктор биологических наук, Кривошеина Марина Геннадьевна